# Церква святого Миколая (Мечищів)
Церква святого Миколая в Мечищеві — парафія і храм греко-католицької громади Бережанського деканату Тернопільсько-Зборівської архієпархії Української греко-католицької церкви в селі Мечищів Тернопільського району Тернопільської области.
Оголошена пам'яткою архітектури місцевого значення.

## Історія церкви
Село Мечищів вперше згадується у 1438 році. За переказами, перша дерев'яна церква згоріла під час Першої світової війни. Після цього богослужіння проводили в парафіяльному будинку та в дзвіниці, збудованій у 1863 році, яка збереглася до наших днів. У 1924–1928 роках громада збудувала нову кам'яну церкву.
Головним будівничим був Владислав Гертман, а майстрами — Лютняк і Пришляк. Храм освятили у 1928 році.
До 1946 року парафія і храм належали до УГКЦ.
У 1997 році відбулася візитація єпископа Зборівської єпархії Михаїла Колтуна, а у 2008 році — єпископа Тернопільсько-Зборівської єпархії Василія Семенюка.
При парафії діють:
- Вівтарна дружина (з 1998 року)
- Марійська дружина (з 2009 року)
- Спільнота «Матері в молитві» (з 2012 року)

Парафія має у власності парафіяльний будинок.

## Парохи
- о. Михайло Калинець (1895—1905);
- о. Теодозій Цар;
- о. Роман Чукевич;
- о. Михайло Шавала;
- о. Павло Джулинський (1929—1942);
- о. Василь Вербовецький;
- о. Зиновій Бідула (1990—1997);
- о. Степан Братців (1997—2007);
- о. Володимир Люшняк (з 2007).